# Low Fidelity

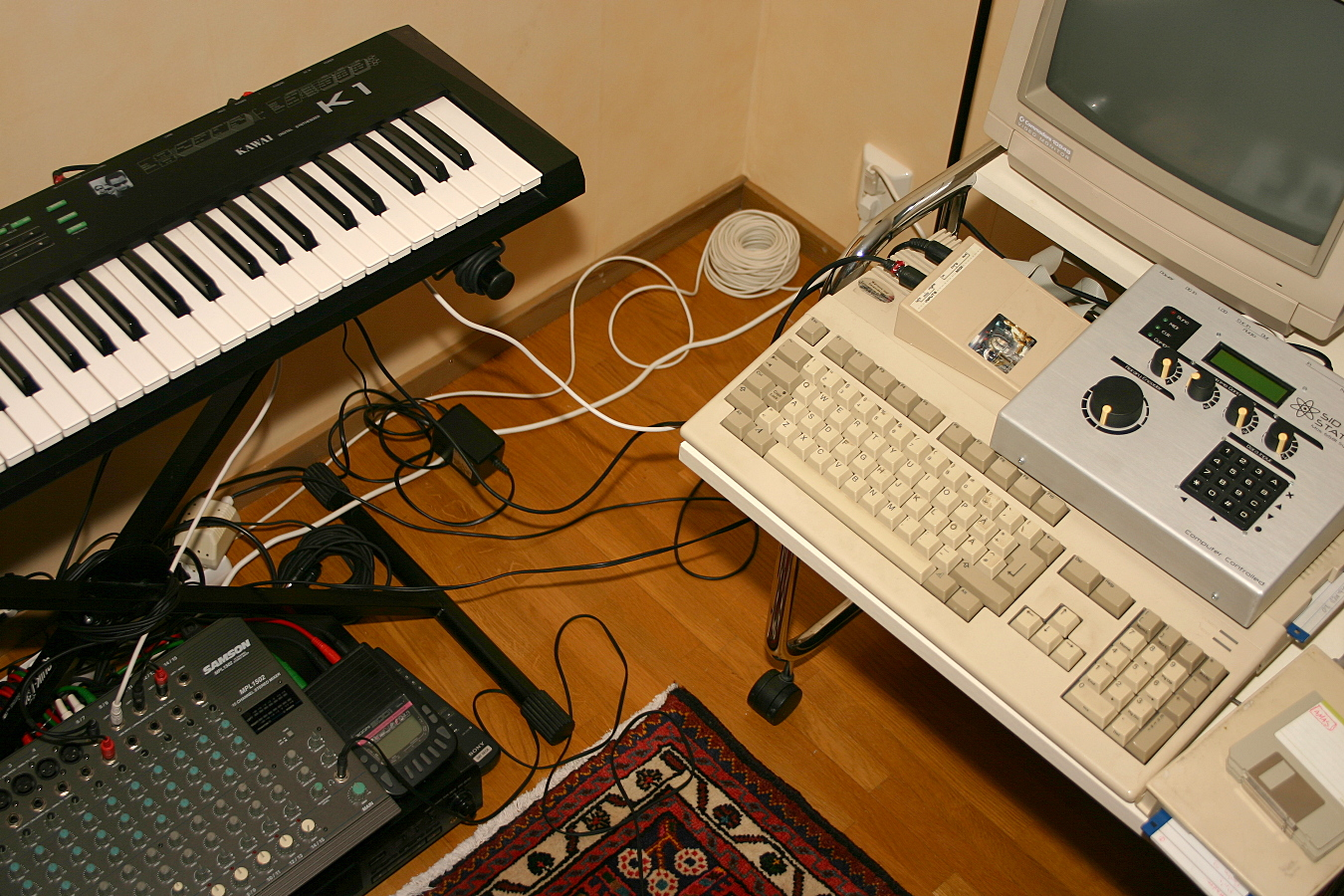
Ein Heimstudio mit Geräten aus den 1990ern und frühen 2000ern

Low Fidelity, auch Lo-Fi [loʊˈfaɪ̯] oder Lofi, bezeichnet Musik, die mit simplem technischen Equipment aufgenommen wurde oder so klingt, als wäre die Aufnahme mit solchem gemacht worden. Das Antonym dazu ist High Fidelity bzw. Hi-Fi.
Die musikalische Qualität der eigentlichen Songs ist von der Aufnahmeart nicht betroffen, weshalb Lo-Fi nicht für minderwertige Musik steht. Die benutzten Studiogeräte und elektronischen Musikinstrumente entsprechen aus Gründen einer gewollt „retro“ wirkenden (an historischen Vorbildern orientierten) Klangästhetik nicht dem Stand der aktuellen technischen Entwicklung.
In den meisten Fällen ist es beabsichtigt, dass der Klang der Aufnahmen nicht gängigen Normen entspricht, um sich von der Masse an Mainstream-Veröffentlichungen abzuheben. Ein Beispiel hierfür wären Veröffentlichungen der Band Guided by Voices, die neben Studioaufnahmen auch rauschende Vierspurklänge auf ihre Alben setzte.
Bekannte Bands, die sich dem Lo-Fi zuordnen lassen, sind zum Beispiel The Raveonettes und Sonic Youth. Als bekannteste Künstler des Lo-Fi-Genres gelten die Sänger Daniel Johnston oder Jandek, die ihren hohen künstlerischen Output nur mit sehr begrenzten Mitteln aufnehmen. Ein Beispiel dafür wäre Hi, How Are You von Daniel Johnston (1983).
Man spricht im übertragenen Sinne von Lo-Fi-Sound, „wenn das gesamte Klangbild einer Produktion bewusst schmutzig und antiquiert bzw. historistisch wirkt.“

## Lo-Fi-Hip-Hop
Als Lo-Fi-Hip-Hop wird (ca. ab 2017) ein Subgenre des Hip-Hop bzw. elektronischer Musik bezeichnet, das stilistisch im Bereich Easy Listening anzusiedeln ist und ruhige, langsame und entspannende Musik beinhaltet, die auch als „Lernmusik“ für das Hören im Hintergrund vor allem auf zahlreichen Youtube-Channels als „beats to relax/study to“ beworben wird. Die Verbindung zum Aspekt des simplem technischen Equipments besteht in zahlreichen Titeln in einem eher verrauschtem Tonbild und mit der Anmutung von Analogtechnik auch zur Tonerzeugung. Neben dem Rauschen kann die Tonhöhe in der Art eines Magnettonbands mit sich nicht mit konstant fortbewegender Vorschubgeschwindigkeit wechseln.

## LofiDogma
Die Zürcher Kulturstiftung Sound Development hat am 27. März 2007 unter dem Schlagwort LofiDogma ein Manifest namens Das Recording Manifest veröffentlicht, in dem neun Punkte aufgeführt sind, die bei der Musikproduktion zur „Rückeroberung von Risiko und Zufall in der Produktion von Musik“ zu beachten seien. Das Manifest umfasst folgende Punkte:
1. Ein Lied muss an einem Tag aufgenommen werden.
2. Alle Musiker und Instrumente müssen sich in einem Raum aufhalten.
3. Backline und Mikrofonierung müssen bei allen Aufnahmen identisch sein.
4. Maximal zehn Mischpultkanäle dürfen verwendet werden.
5. Alle Kanäle müssen während der Aufnahme auf zwei Kanäle zusammengemischt werden.
6. Zur Klangbeeinflussung dürfen nur Equalizer und Kompressoren benutzt werden.
7. Es darf bei der Mischung nur ein Effektgerät benutzt werden.
8. Im Nachhinein darf nichts geschnitten, hinzugefügt oder korrigiert werden.
9. Es muss ein Ergebnis veröffentlicht werden.

45 Bands haben in der Schweiz je ein Lied dementsprechend aufgenommen. 2012 haben fünf Bands in London, 2013 fünf im Hamburger Clouds Hill Studio Lieder aufgenommen. Die Songs wurden durch Sound Development veröffentlicht.
Die Veröffentlichung des Manifests erinnert an Dogma 95, ein 1995 von dänischen Filmemachern veröffentlichtes Manifest.